# あっぱれ伝-伏龍の章-
『あっぱれ伝-伏龍の章-』（あっぱれでん ふくりょうのしょう）は1995年にTGLからPC-9801で発売されたゲームソフトである。
本作は、江戸時代を背景とする架空の世界「ヤマト大国」を舞台とするロールプレイングゲームであり、実在の人物をモデルとしたキャラクターや有名な兵器、宝物や妖怪などが多く登場した。
一方でユニークな設定もあり、たとえば、初期に登場する敵妖怪・ワラビモチは、ファンタジーの世界観を持つRPGに登場するスライムという存在に対してのパロディである。

## 内容
「ヤマト大国」でよろず屋を営む主人公・幻斗は、忍びたちに襲われた侍の持っていた密書を届ける役目を受け、相棒の猫又・ベニマルとともに旅に出る。

## 登場キャラクター
幻斗（げんと）
主人公であるよろず屋。武器は刀。
ベニマル
幻斗の相棒である猫又。武器は鈴。さまざまな姿に変身することも出来る。
メイリン
武術家の少女。白竜に変身することが出来る。
ヘイリー
西の国からやって来たパライソ教の宣教師。
タマモ
化け狐。美少女の姿に変身も出来る。
ゴエモン
蝦夷地で酒場を営む男性。正体は大泥棒であり、武器は煙管。モチーフは石川五右衛門。
シロウ
パライソ教のヤマト大国における頭領。モチーフは天草四郎。
エレキ源内
発明家。モチーフは平賀源内。
ヨシムネ
エド幕府の将軍さま。モチーフは徳川吉宗。
マサムネ
モチーフは伊達政宗。
ハンゾウ
忍びの頭。モチーフは服部半蔵。
オキツグ
悪の親玉。最凶の邪龍ヤマタノオロチを召喚しようとしている。モチーフは田沼意次。
ヤマタノオロチ
最凶の邪龍。

## 注記
初期出荷の製品には、特定のキャラが特定の武器を装備するとゲームの進行が停止してしまうなどのバグが存在していた。そのため、アップデートのためのパッチが配布されていた。

## 参考資料
- 『コンプティーク』1995年12月号　角川書店　18頁